# Sveti Jovanski Rid
Sveti Jovanski Rid (makedonska: Свети Јовански Рид) är ett berg i Nordmakedonien. Det ligger i kommunen Sveti Nikole, i den centrala delen av landet, 50 kilometer sydost om huvudstaden Skopje. Toppen på Sveti Jovanski Rid är 755 meter över havet.